# Svensby SK
Svensby SK är en idrottsförening i Piteå kommun hemmahörande i tätorten Svensbyn 19 km nordväst om Piteå. Föreningen bildades 1924 under namnet Svensby IF och gick 1937 med i Riksidrottsförbundet. I samband med detta bytte föreningen namn till Svensby Sportklubb. Redan från början hade föreningen längdskidåkning och fotboll på programmet, något som står sig än i denna dag. Under åren har dock även andra sporter som till exempel brottning, ishockey och boxning stått på agendan.
Fotbollen har varit den dominerande sporten i föreningen under alla år och länge var föreningen det norrbottniska lag som spelat flest säsonger i division fyra, på den tid det var landets fjärde serie i storleksordning. Bästa spelåret var 1979 när herrlaget var Piteås näst bästa fotbollslag och nådde andraplatsen i division 4 södra Norrbotten. Bara storebror SAIK/PIF (en sammanslagning av föreningarna Storfors AIK och Piteå IF) var strået vassare och tog hem seriesegern. Säsongen 2011 håller Svensby SK:s herrlag till i division 6. Damlaget nådde sin främsta framgång när laget 2004 tog steget upp till damernas division 2. Laget har i samarbete med Blåsmark SK även spelat i division 2 säsongen 2010. Sejouren blev då än en gång ettårig och samarbetet upphörde. I dagsläget har Svensby SK inget representationslag i damfotboll.
Föreningen har sina största inkomster från bingo på Perudden och kringarrangemangen runt dragracingen på Långnäs flygfält, strax utanför Piteå. Både herr- och damlag spelar sina matcher på Bäckvallen, en föreningsägd anläggning med inte mindre än tre fullstora fotbollsplaner med gräsunderlag.